# Violence contre la communauté LGBT
Pour des articles plus généraux, voir Homophobie, Lesbophobie et Transphobie.
La violence contre la communauté LGBT identifie les actes d'agressions psychologiques et/ou physiques spontanées ou organisées de la part d'individus, de groupes ou d'États à l'encontre de personnes homosexuelles, lesbiennes, bisexuelles et/ou transgenres en raison de leur orientation sexuelle et/ou de leur identité de genre. Elle peut aller jusqu'au viol, la torture ou l'assassinat. La protection contre cette violence varie selon les États ; même si beaucoup la condamnent, d'autres y participent. Cette violence qui peut être influencée par des préjugés culturels, religieux ou moraux se manifeste aussi par des actions contre les Prides et s'exprime parfois à travers des chansons au contenu homophobe ou transphobe.

## Définition
La violence contre la communauté LGBT est caractérisée comme un ensemble d'agressions verbales et/ou physiques homophobes, lesbophobes, biphobes et/ou transphobes qui peuvent aussi s'exprimer sous les formes extrêmes d'enlèvement, de séquestration, de torture, de viol ou d'assassinat à l'encontre de personnes homosexuelles, lesbiennes, bisexuelles et/ou transgenres.
Cette violence se retrouve à des niveaux différents dans tous les pays du monde et dans tous les lieux publics ou privés : dans la rue, à l'école, sur le lieu de travail, dans des services de l'État (services de police, prison) etc. Elle peut être le fait d'un individu isolé ou d'un groupe, spontanée ou organisée.
Selon une étude de 2012, les personnes appartenant à la communauté LGBT subissent des formes de violence différentes selon leur race et leur position sociale.

## Condamnation légale de l'homosexualité

### Histoire

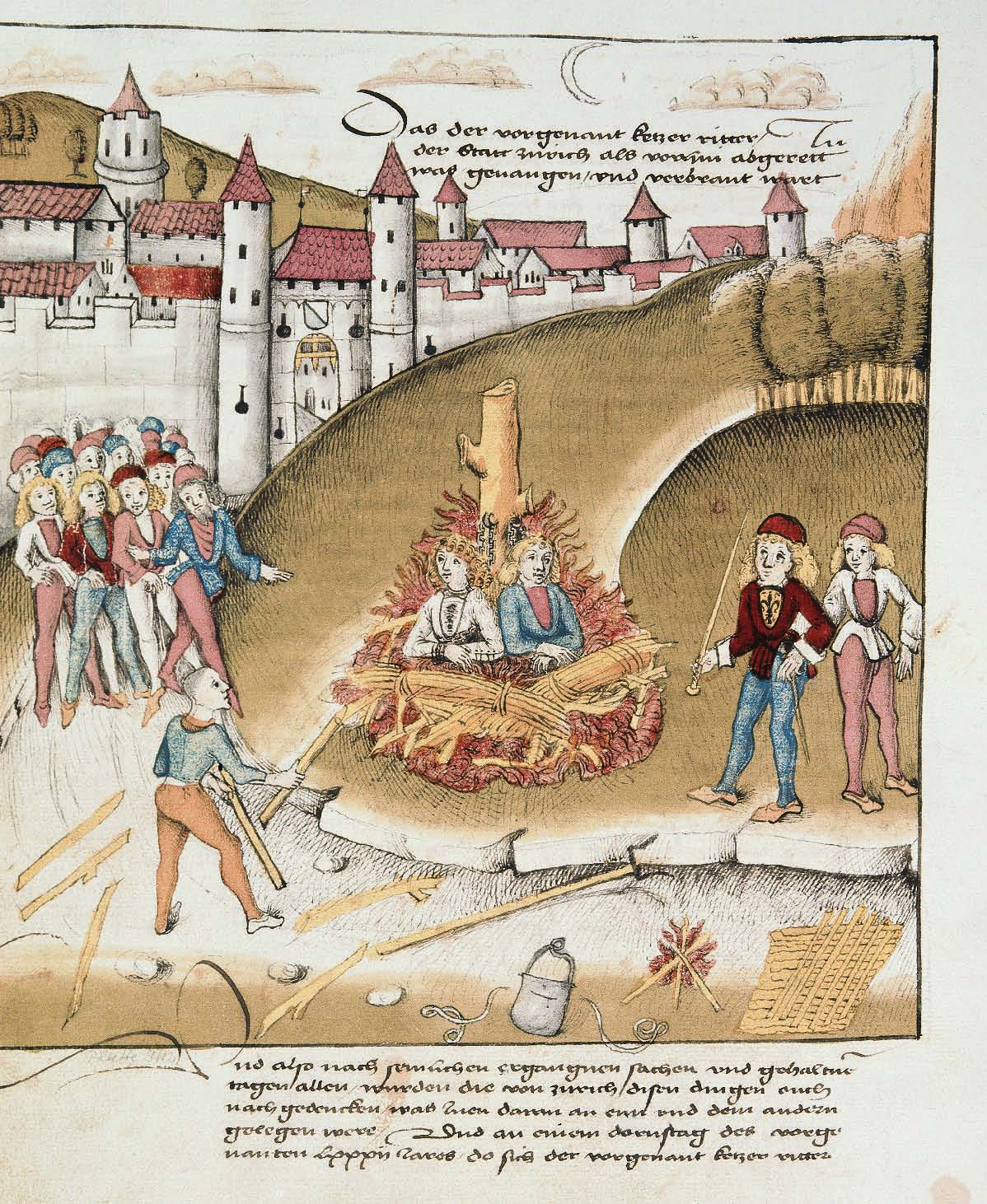
Le chevalier von Hohenberg et son écuyer, brûlés sur le bûcher pour sodomie, Zurich 1482 (Bibliothèque centrale de Zurich).

Historiquement, les persécutions par l'État ont été principalement limitées aux rapports homosexuels masculins, souvent désignés par le terme « sodomie ». Au cours de la période médiévale et moderne, la peine pour sodomie était habituellement la mort. Du XIXe siècle jusqu'au milieu du XXe siècle, dans le monde occidental, la peine était habituellement une amende ou de l'emprisonnement.
Une loi s'opposant aux rapports sexuels entre hommes est enregistrée dans le Lévitique par le peuple hébreu, prescrivant comme punition la peine de mort.
Lorsque l'Empire romain passe sous domination chrétienne, les activités homosexuelles masculines sont de plus en plus réprimées, souvent par la peine de mort.
En l'an 342, les empereurs chrétiens Constance II et Constant Ier déclarent illégal le mariage entre personnes de même sexe. Plus tard, en l'an 390, les empereurs Valentinien II, Théodose I et Arcadius déclarent l'homosexualité illégale, condamnant les coupables à être brûlés vifs en public. Sous l'empereur Justinien I (527-565), les homosexuels servent de boucs émissaires lors des famines, des tremblements de terre ou des épidémies de peste.
Les lois et les codes interdisant les pratiques homosexuelles sont en vigueur en Europe du IVe siècle au XXe siècle. Les pays musulmans ont des lois semblables dès les débuts de l'Islam, du VIIe siècle jusqu'à nos jours. À Bagdad, en Abbasside, le calife Ali al-Hadi (785-786) punit de mort l'homosexualité.
Pendant le Moyen Âge, le royaume de France et Florence instaurent également la peine de mort pour homosexualité. À Florence, un jeune garçon nommé Giovanni di Giovanni (1350-1365) est castré et son anus brûlé au fer rouge, en vertu de la loi,. Ces peines continuent durant la Renaissance. On les retrouve en Suisse, dans le canton de Zurich : le chevalier Richard von Hohenberg (mort en 1482) est brûlé vif avec son amant, son jeune écuyer. À la même époque, en France, l'écrivain français Jacques Chausson (1618-1661) est brûlé vif pour avoir tenté de séduire le fils d'un noble.
En Angleterre, la loi de 1533 sur la Bougrerie réprime la bestialité de la sodomie en la punissant de mort. Malgré la modification de la loi en 1828, la sodomie reste punie de mort jusqu'en 1861. Les dernières exécutions ont lieu en 1835 (James Pratt et John Smith).
Sous le régime nazi, les homosexuels font partie des groupes ciblés par l'Holocauste. En 1936, en Espagne, sous la dictature de Franco, l'homosexuel Federico García Lorca est exécuté. Les néo-nazis allemands modernes s'opposent à l'homosexualité et ils utilisent le mot « Schwul » (« gay ») en guise d'injure.

### XXIesiècle
En 2020, les relations homosexuelles sont légales en Europe, en Amérique du Nord et en Amérique latine.
Dans le monde, de nombreux pays sont très dangereux pour la communauté LGBT en raison de lois discriminatoires souvent liées à des idéologies conservatrices ou religieuses, qui punissent l'homosexualité comme un crime ou comme des actes « contre-nature », « indécents » ou « immoraux ». Les peines encourues peuvent aller d’amendes à la prison, en passant par des « thérapies » forcées, des coups de fouet, voire la peine de mort. Dans ces pays où l’homosexualité peut être punie par la loi, les personnes homosexuelles ou soupçonnées de l’être vivent dans la peur d’être arrêtées et condamnées,. Ce sont ceux où la religion dominante est l'Islam, une bonne partie de l'Afrique (à l'exception de l'Afrique du Sud), certains pays d'Asie (à l'exception du Japon et de Taïwan), quelques petits États des Caraïbes dont la Jamaïque et certains pays ex-communistes de l'Europe de l'Est et d'Asie centrale, tels que la Russie et la Serbie.
En 2023, 69 états sur 193 répriment l’homosexualité. La loi y prévoit des peines à l’encontre des gays et lesbiennes.
En 2023, les relations homosexuelles sont passibles de la peine de mort dans les 11 pays suivants : Afghanistan, Arabie saoudite, Émirats arabes unis, Iran, Mauritanie, Nigeria, Pakistan, Qatar, Somalie, Syrie, Yémen.

## Manifestation de la violence contre la communauté LGBT
Même dans les pays où l'homosexualité est légale et les violences contre les membres de la communauté LGBT considérées comme des crimes de haine, les personnes homosexuelles et/ou transgenres sont exposées à des humiliations et des violences de la part d'individus ou de groupes, ces agressions pouvant aller jusqu'au meurtre.

### Violences physiques

#### Attaques lors des marches des fiertés
Les Marches des fiertés font souvent l'objet de violences en raison de leur caractère public. De nombreux pays tentent de fournir une protection policière aux participants, d'autres interdisent ces défilés, et la police ignore ou encourage les violences.
La Moldavie a interdit le défilé, et les autorités ont fermé les yeux devant les violences faites aux manifestants venus défiler malgré l'interdiction. En 2007, un groupe de LGBT s'étant vu refuser l'autorisation de défiler, organise une petite manifestation. Il est rapidement entouré par une bande deux fois plus nombreuse qui les insulte et leur lance des œufs. Le rassemblement est maintenu, les participants tentent de déposer des fleurs au Monument aux victimes de la répression, mais en sont empêchés par un important dispositif policier, au motif qu'ils n'ont pas l'autorisation de la mairie. L'année suivante, les membres de la communauté LGBT tentent de nouveau d'organiser un défilé. Environ 60 participants se dirigent en bus vers la capitale, mais une foule en colère entoure le bus avant que les passagers descendent, aux cris de « on va les faire sortir et leur casser la gueule » ou « ne les laissez pas s'échapper, battez-les à mort ». La foule demande aux militants de détruire tout leur matériel pour le défilé, s'ils veulent partir sains et saufs : les passagers obtempèrent et la marche est annulée. Durant toute l'agression, la police se tient sans rien faire à environ 100 mètres, alors que les passagers leur ont adressé neuf appels à l'aide,,.
En Russie, le maire de Moscou Iouri Loujkov a maintes fois interdit les marches, les traitant de « sataniques ». En 2007, les participants à la pride décident de se réunir pacifiquement et remettent une pétition à la mairie invoquant le droit de réunion et la liberté d'expression. Ils sont accueillis par des skinheads. La police ferme les abords de la place ; les militants LGBT sont arrêtés et attaqués par des skinheads, sans que la police intervienne. Onze femmes et deux hommes LGBT sont arrêtés ; malgré la chaleur, la police leur refuse les soins médicaux nécessaires et les insulte. Les policiers disent aux femmes : « personne n'a besoin des lesbiennes, personne ne vous sortira d'ici ». Après des heures de garde à vue, les marcheurs LGBT libérés sont bombardés à leur sortie par des œufs et insultés par les manifestants qui attendaient,.
La Hongrie tente de mettre en place une protection efficace, mais n'arrive pas à endiguer le flot de violence. En 2008, des centaines de personnes participent à la pride de Budapest. Deux entreprises LGBT affiliées à la marche plus tôt dans la semaine ont été attaquées : la police érige donc des barrières métalliques de chaque côté de la rue où la marche doit avoir lieu. Conséquences : des centaines de manifestants en colère attaquent les polices à coup de cocktails Molotov et de pierres, incendient un fourgon de police et blessent deux policiers. Pendant le défilé, les manifestants jettent des cocktails Molotov, des œufs et des pétards sur les marcheurs. Huit marcheurs de la pride au moins sont blessés. 45 personnes sont arrêtées en relation avec les attaques et les observateurs parlent de la marche comme « la pride la plus violente en ses 12 ans d'existence à Budapest »,.

### Violences verbales

#### Paroles de chansons homophobes

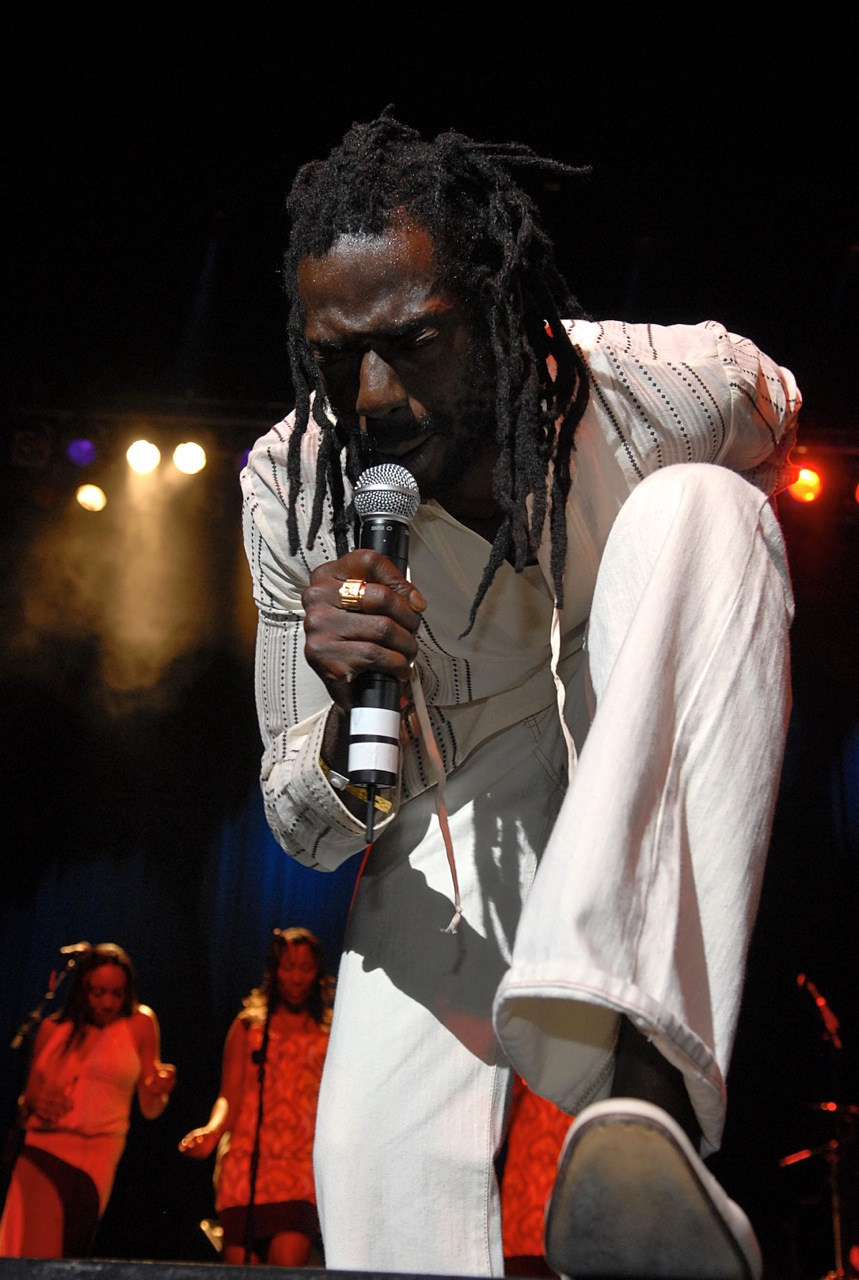
Buju Banton, un musicien jamaïcain, lors d'une représentation en 2007.

En raison d'une forte tradition homophobe en Jamaïque, de nombreux artistes de reggae et de dancehall, comme Buju Banton, Elephant Man et Sizzla, publient des chansons incitant à la violence contre les homosexuels. De même, les textes de hip-hop peuvent contenir des paroles homophobes, mais ils ont évolué ces dernières années.
Buju Banton a écrit à 15 ans une chanson, Boom Bye Bye, qui a connu un grand succès quand il l'a sortie des années plus tard, en 1992. La chanson parle d'assassiner des homosexuels et « préconise de tirer sur les gays, de verser de l'acide sur eux et de les brûler vifs ». Une chanson d'Elephant Man proclame : « Quand vous entendez une lesbienne se faire violer / ce n'est pas notre faute… Deux femmes dans le même lit / ce sont deux sodomites qui devraient mourir ».
Au Canada, des militants LGBT ont tenté de faire expulser des chanteurs en raison de la nature homophobe et violente de certaines de leurs chansons.
Au Royaume-Uni, Scotland Yard a enquêté sur certains auteurs et sur leurs textes homophobes et violents : en 2004, la police anglaise interdit à Sizzla d'entrer au Royaume-Uni,.
Les défenseurs des droits des homosexuels créent l'association Stop Murder Music pour lutter contre la promotion de la haine et de la violence homophobe par les artistes. Le groupe organise des manifestations, force des salles de concert à refuser les artistes incriminés et leur fait perdre des sponsors. En 2007, Stop Murder Music rédige le Reggae Compassionate Act, qui stipule : « les artistes s'engagent à ne pas produire de musique ni à faire de déclarations publiques incitant à la haine contre les homosexuels. Ils refusent également la réédition de leurs chansons homophobes ». Plusieurs artistes signent, comme Buju Banton, Beenie Man, Sizzla et Capleton, même si, plus tard, certains nieront avoir signé,.
Pendant les années 1980, les skinheads d'Amérique du Nord promeuvent la culture néo-nazie et les textes de chanson homophobes.

#### Menaces de mort
En juin 2023, des inscriptions appelant à la mort des personnes LGBT sont découvertes dans une rue de Nantes.

### Clémence juridique face aux agressions
Certaines défenses juridiques comme le Gay panic defense permettent de condamner à des peines plus légères les personnes accusées de battre, de torturer ou de tuer les homosexuels en raison de leur orientation. L'argument est que l'attaquant éprouve une telle furie contre sa victime qu'il est atteint de folie temporaire et ne peut ni se contrôler ni différencier le bien du mal. Si la perte de facultés est prouvée, ou que la sympathie du jury est acquise, une peine initialement sévère peut être considérablement réduite. Dans plusieurs systèmes juridiques, la défense invoque la provocation (en) pour justifier les attaques violentes contre les personnes homosexuelles ou trans. Cela a conduit plusieurs États et territoires australiens à modifier leur législation, afin de prévenir ou de réduire l'usage de ce moyen de défense en cas de réactions violentes envers les homosexuels non-violents.
Les cas sont nombreux et très médiatisés de personnes reconnues coupables de violence contre les LGBT n'ayant été que légèrement punies :

Le 30 septembre 1997, Kenneth Brewer rencontre Stephen Bright dans un bar gay local, l'invite à boire puis tous deux vont chez Brewer. Celui-ci fait des avances sexuelles à Bright, qui réagit en le battant à mort. Bright est tout d'abord inculpé de meurtre, mais est finalement reconnu coupable d'agression au troisième degré et condamné à un an de prison,.
En 2001, Aaron Webster (en) est battu à mort par un groupe de jeunes armés de battes de baseball et d'une queue de billard, dans Stanley Park, une zone fréquentée par des gays. Ryan Cran est reconnu coupable d'homicide en 2004 et condamné à six ans de prison. Il sort en liberté conditionnelle en 2009 après avoir purgé seulement quatre ans de sa peine. Deux jeunes de la bande sont jugés selon la loi canadienne et condamnés à trois ans de prison après avoir plaidé coupable. Un quatrième agresseur est acquitté.
Les juges ne sont pas à l'abri de leurs préjugés :

En 1988, au Texas, le juge Jack Hampton condamne un homme à 30 ans de prison pour avoir tué deux homosexuels, au lieu de la peine à perpétuité demandée par le procureur. Après avoir prononcé son jugement, il dit : « Je n'aime pas beaucoup que les pédés se baladent dans les rues pour ramasser des adolescents… je mets les prostituées et les homosexuels à peu près au même niveau… et j'aurais du mal à condamner à la prison à vie pour le meurtre d'une prostituée ».
En 1987, un juge de Floride est dessaisi d'une affaire de meurtre violent d'un homme gay pour avoir demandé au procureur, sur le ton de la plaisanterie selon lui, depuis quand il était illégal de frapper des hommes homosexuels,.

### Censure
En avril 2022, l'Arabie saoudite a demandé à Disney de supprimer les références LGBTQ du film Doctor Strange in the Multiverse of Madness et en a interdit la diffusion à la suite du refus de Disney de s'y conformer. En juin 2022, Buzz l'Éclair, un film d'animation de Pixar Studios qui comporte une brève scène de baisers entre deux femmes a été interdit aux Émirats arabes unis. En septembre 2022, Netflix a été demandé par les pays du Golfe, notamment le Bahreïn, le Koweït, l'Oman, l'Arabie saoudite et les Émirats arabes unis, pour supprimer le contenu LGBTQ. Les pays du Golfe ont également menacé la plate-forme d'abonnement vidéo à la demande avec une action en justice,.

## Situation dans quelques pays

### Cameroun
Selon Human Rights Watch, les forces de sécurité ne protègent pas les personnes LGBTI contre les attaques violentes à leur encontre et souvent elles procèdent à l'arrestations arbitraires des victimes. Selon une organisation de la société civile, en 2022, il y a eu une augmentation de la violence et des abus contre les personnes LGBT.

### Canada
Au Canada, en 2008, les données déclarées par la police ont révélé qu'environ 10 % des crimes de haine dans le pays ont été motivés par l'orientation sexuelle. Parmi ceux-ci, 56 % étaient de nature violente. En comparaison, seules 38 % des infractions à caractère raciste étaient de nature violente.

### États-Unis
Selon le FBI, 18.6 % des victimes de crimes de haine commis en 2010 aux États-Unis l'on été à cause de leur orientation sexuelle.
Le 12 juin 2016, a eu lieu une fusillade à Orlando dans une boîte de nuit LGBT, faisant une cinquantaine de morts et plus de 50 blessés. L'auteur, un américain d'origine afghane, avait prêté allégeance à l' État islamique, qui a revendiqué ensuite l'attentat. Il s'agit, pour les États-Unis, du plus lourd bilan pour un massacre par arme à feu commis en temps de paix et l'un des crimes homophobes les plus graves de l'histoire américaine.

### Irlande
En Irlande du Nord en 2008, 160 incidents homophobes et 7 incidents transphobes ont été signalés. Parmi ces incidents, 68,4 % étaient des crimes violents, un chiffre significativement plus élevé que pour toute autre catégorie (37,4 % pour les crimes à caractère raciste).

## Motivations

### Culture machiste et homophobie sociale
La grande majorité des agressions criminelles homophobes sont perpétrées par des hommes sur des hommes. Des théoriciens, comme Calvin Thomas et Judith Butler ont suggéré que l'homophobie aurait comme origine, chez les hommes, la peur d'être identifié comme gay, l'insécurité concernant leur masculinité,,. Pour cette raison, l'homophobie est répandue dans le sport et dans la sous-culture de ses supporters, considérés comme des mâles stéréotypés notamment dans le football et le rugby.
Selon ces théoriciens, les homophobes, lorsqu'ils communiquent leurs convictions, ont également pour but de se distancier des homosexuels ou des personnes trans et de leur statut social, et de réaffirmer leur appartenance à une culture hétérosexiste afin de ne pas être étiqueté et traité comme gay.
Diverses théories psychanalytiques expliquent l'homophobie comme la réaction d'un individu à ses propres pulsions homosexuelles, immédiates ou imaginaires, générant répression, déni ou formation réactionnelle.

### Religions
Dans la Bible dans le Coran et dans la Torah, la condamnation de l'homosexualité et les lois correspondantes sont floues et sujettes à interprétation. La croyance religieuse est toujours un important facteur d'opposition à l'acceptation sociale de l'homosexualité.

#### Christianisme
Les perceptions de l'homosexualité dans les Églises chrétiennes sont variées. Elles vont de conservatrice à libérale, en passant par modérée.
C’est dans la position conservatrice qu'on retrouve les personnes les plus hostiles aux homosexuels. Selon les églises de ce courant, l'homosexualité et les homosexuels seraient une grave menace à combattre. Dans les groupes les plus radicaux, des activistes religieux sont impliqués dans des causes anti-gays et des déclarations homophobes.
De nos jours, la plupart des églises chrétiennes dont l'Église catholique et l'Église orthodoxe considèrent encore que l'homosexualité est un péché. L''Eglise protestante se montre plus ouverte sur la question de l'homosexualité qu'elle n'approuve pas mais ne condamne pas. L'Église anglicane a en fonction des pays des positions très différentes, le courant évangélique refuse toute évolution favorable aux homosexuels alors que d'autres jugent ces positions homophobes et bénissent les unions homosexuelles.
Certains groupes chrétiens prônent la thérapie de conversion et promeuvent les groupes « ex-gay ». Un tel groupe, Exodus International, a fait valoir que la thérapie de conversion peut contribuerà diminuer les désirs homosexuels mais Exodus a depuis répudié cette mission et s'est excusé pour la douleur, le mal et la promotion « des efforts de changement de l'orientation sexuelle et des théories de réparation de l'orientation sexuelle qui stigmatisaient les parents »,.

#### Islam
Le Coran en se fondant sur l'histoire de Loth et la destruction de Sodome, considère l'homosexualité comme un péché contre l'ordre établi par Dieu. L'homosexualité est condamnée par la Charia et la Sunna par la peine de mort.

#### Judaïsme
Deux passages de la Torah condamnent l'homosexualité masculine présentée comme une abomination qui mérite la mort,. Cependant, la Torah n'évoque pas et ne condamne pas l'homosexualité féminine.

## Législations contre les crimes homophobes
En Europe, le cadre général en faveur de l'égalité de traitement en matière d'emploi et de travail et la charte des droits fondamentaux de l'Union européenne offrent une certaine protection contre la discrimination basée sur la sexualité..
Douze pays membres de l'Organisation pour la sécurité et la coopération en Europe ont adopté une législation spécifique (au-delà de la législation anti-discrimination) qui statue que les préjugés sur l'orientation sexuelle sont une circonstance aggravante lorsqu'un crime est commis.
Parmi ces douze pays, seuls les États-Unis ont un droit pénal qui mentionne spécifiquement l'identité de genre, mais dans onze États seulement ainsi que dans le District de Columbia. Ils appliquent des peines plus sévères pour les crimes où l'orientation sexuelle réelle ou perçue semble avoir été un élément motivant.
En novembre 2010, l'Assemblée générale des Nations unies élimine, par 79 voix contre 70, l'« orientation sexuelle » des motifs d'exécutions listés dans le rapport du rapporteur spécial « Exécutions extrajudiciaires, sommaires ou arbitraires » et le remplace par « raisons discriminatoires de toute nature » qui comprennent entre autres la race, la religion, les différences linguistiques, ou des personnes telles que réfugiés, enfants des rues et membre de peuples autochtones.
L’adéquation de l'arsenal juridique et policier contre ces crimes haineux est cependant difficile à évaluer : les rapports et les statistiques des autorités manquent, et les victimes ne portent pas toutes plainte, craignant de mettre en avant leur orientation s'attirant ainsi plus de violences.